# Liste der Bischöfe von Raphoe
Die folgenden Personen waren Bischöfe von Raphoe auf Irland:  
- Oengus O’Lappin (959)
- Sean Ua Gaireadain (1111–)
- Donal Ua Garabhain (Donell O Garvan) (? – ?)
- Feilim Ua Sioda (Felemy O Syda) (ca. 1132 bis ca. 1152)
- Muiredhach O’Cofley (um 1150)
- Giolla in Choimdedh Ua Carain [Gilbertus] (ca. 1152 bis ca. 1175) (auch Erzbischof von Armagh)
- ? (ca. 1175–?1198)
- Giolla oder Mael Isu Ua Doirig (ca. 1198–? )
- ? (? – ca. 1253)
- Mael Padraig Ua Sgannail, O.P. [Patricius] (1253–1261) (auch Erzbischof von Armagh)
- Giovanni di Alneto, O.F.M. (1264 bis 28. April 1265)
- Cairbe Ua Sguaba, O.P. (Cairpre O Scuapa) (1265 bis 9. Mai 1274)
- Fergal Ua Firghil [Florentius] (ca. 1275–1299)
- Tomas Ua Naan (1306)
- Enri mac in Chrossain [Henricus] (ca. 1306–1319)
- Tomas Mac Carmaic Ui Dhonaill, O.Cist. (1319–1337)
- Padraig Mac Moanghail (?–1366)
- Conor Mac Carmaic Ui Dhonaill, O.Cist. (Conchobar Mac Carmaic Ui Domhnaill [Cornelius]) (1367 bis 21. Februar 1397)
- Sean MacMeanmain, O.Cist. (1398–?)
- Eoin Mac Carmaic (John McCormic [Johannes]) (1400–1419)
  - 1414 Robert Rubire
- Lochlainn O Gallchoir I. (Gallchobhair [Laurentius]) (1420–1438)
- Conor Mac Giolla Bhride (Cornelius Mac Giolla Brighde) (1440 – Juni 1442)
- Lochlainn O Gallchoir II. (1443 – November 1479)
- Johannes de’Rogerii (1479 – November 1482)
- Meanma Mac Carmacain [Menclaus Mac Carmail] (1483–? 6. Februar 1514)
- Conor O Cathain [Cornelius] (1514–? 11. Mai 1534), † 1550
- Eamonn O Gallchoir (Gallchobhair) (1534 bis 26. Februar 1543)
- Arthur O Gallchoir (Gallagher) (1547 bis 13. August 1561)
- Donal Mac Conghail (Donald McGonagle, Donnell Magonigle, MacGongail, Mac Conghail) (1562 bis 29. September 1589)
- Niall O Baoill (1591 bis 6. Februar 1611)
  - Denis Campbell (1603)
- John O’Cullenan, V.A. (1625–1657/8)
  - Hugh O’Gallagher (um 1657) (Apostolischer Administrator)
  - Fergus Laurence Lea (1695–1696) (Apostolischer Administrator)
- vakant, Bistum wird von Kapitularvikaren verwaltet (1661–1725)
- James O’Gallagher (1725 bis 18. Mai 1737) (danach Bischof von Kildare)
- Bonaventure O’Gallagher, O.F.M. (1739–1749)
- Anthony O’Donnell, O.F.M. (1750 bis 20. April 1755)
- Nathaniel O’Donnell (1755–1758)
- Philip O’Reilly (1759–1782)
- Anthony Coyle (1782 bis 22. Januar 1801)
- John McElwee (30. Januar 1801 bis 20. September 1801)
- Peter McLaughlin (1802–1819)
- Patrick McGettigan (1820–1861)
- Daniel McGettigan (1861–1870) (auch Erzbischof von Armagh)
- James McDevitt (1871–1879)
- Michael Logue (1879–1887) (danach Erzbischof von Armagh)
- Patrick Joseph O’Donnell (1888–1922) (danach Erzbischof von Armagh)
- William MacNeely (1923–1963)
- Anthony Columba McFeely (1965–1982)
- Séamus Hegarty (1982–1994) (danach Bischof von Derry)
- Philip Boyce, O.C.D. (1995–2017)
- Alexander Aloysius McGuckian SJ (2017–2024) (dann Bischof von Down und Connor)
- Sedisvakanz (seit 2024)